# Азимзаде, Азим Аслан оглы
Азим Аслан оглы Азимзаде (азерб. Əzim Aslan oğlu Əzimzadə; 7 мая 1880, село Новханы около Баку — 15 июня 1943, Баку) — азербайджанский живописец и график, народный художник Азербайджанской ССР (1927).

## Биография
Родился Азим Азимзаде 25 апреля (7 мая) 1880 года в селении Новханы близ Баку в семье бедного рабочего-нефтяника Аслана. Когда мальчику исполнилось 8 лет, отец отдал его в моллахану (школу при мечети), которую Азим посещал 4 года, учась читать Коран на арабском языке[./Азимзаде,_Азим_Аслан_оглы#cite_note-_697b8a3caa868578-3 [3]]. Потом поступил в трёхклассную русско-азербайджанскую школу (которая в то время называлась «русско-татарской», так как азербайджанцев до революции называли также «татарами»). Именно в этой школе на способного подростка, который начал рисовать ещё учась в моллахане, впервые обратили внимание учителя.
Однако Азим так и не получил художественного образования, стал самоучкой. Окончив начальную школу, он вынужден был отказаться от дальнейшей учёбы. В автобиографии Азимзаде пишет:
Уже с юных лет я вынужден был заниматься наёмным трудом, работал курьером, приказчиком и только в часы досуга рисовал и занимался самообразованием. Я изучил русский, иранский языки и литературу.
С 1906 года рисунки молодого художника на социальную и политическую тематику начали появляться на страницах журналов, и, таким образом, Азимзаде стал основоположником азербайджанской сатирической графики. Он принял активное участие в революции, был заведующим отделом культуры наркомата просвещения Азербайджана.
Творчество Азимзаде было многогранным. После революции он занимался в основном книжной и станковой графикой. Его наследие составляют станковые листы, книжные иллюстрации, сатирические журнальные и газетные рисунки, эскизы костюмов и декораций, политическая карикатура и др. 
Важное место в творчестве художника занимал плакат. Традиции реалистической сатирической графики журнала «Молла Насреддин» и других дореволюционных юмористических журналов, в которых Азимзаде активно выступал, были удачно использованы им при создании первых произведений плакатного искусства. Почти половина всех плакатов Азимзаде посвящена антирелигиозной тематике. Образы его плакатов навеяны конкретными, живыми персонажами, взятыми из современной художнику действительности. Один из плакатов Азима Азимзаде, вышедший из печати в 1925 году, изображает крестьянина с вилами, выбрасывающего из села расхитителя народного добра. Плакаты Азимзаде не только бичевали пережитки прошлого. В них создавались и образы положительных героев. Образ человека-героя, его психологическая характеристика более всего занимают художника. Первые плакаты Азимзаде были экспонированы в Москве в 1933 году на выставке азербайджанских художников. Они получили достойную оценку центральной прессы.
В первой половине 1920-х годов художник оформлял спектакли в бакинских театрах: в Сатир-агиттеатре оформил спектакли «Колесо фортуны» по пьесе С. Ахундова и «Саботажники» Ордубади, а в Азербайджанском драматическом театре выполнил эскизы костюмов для пьес «В 1905 году» Д. Джаббарлы и «Шейх Санан» Г. Джавида. Творчество Азимзаде сыграло большую роль в развитии театральной живописи Азербайджана.
В творческом наследии Азимзаде основное место занимают карикатуры. Развитие этого жанра в Азербайджане тесно связано с журналом «Молла Насреддин». За время своего многолетнего существования (1906—1931) этот журнал прошёл интересный творческий путь. Первый номер вышел в Тифлисе в апреле 1906 года. Издателем его был талантливый писатель-публицист Джалил Мамедкулизаде, избравший в качестве псевдонима имя известного восточного мудреца Моллы Насреддина. «Молла Насреддин» являлся в то время первым сатирическим журналом на всём мусульманском Востоке. Он был рождён под влиянием освободительных идей первой русской революции 1905 года. После Октябрьской революции, с 1922 года, в Баку возобновилось издание журнала «Молла Насреддин». С этого периода начинается плодотворное сотрудничество Джалила Мамедкулизаде и Азима Азимзаде, который стал главным художником «Моллы Насреддина». Его творчество определяло художественное лицо журнала, в котором основное место занимали его зарисовки и карикатуры. Он умел тонко подмечать и удивительно точно передавать жесты, движения, позы своих персонажей.
Для собрания сочинений народного поэта М. А. Сабира «Хоп-хоп наме» Азимзаде создал 56 цветных литографий, раскрывающих идейную сущность произведений поэта, его протест против социальной несправедливости и угнетения трудящихся, против мракобесия. Яркими и выразительными получились также серии рисунков к рассказам «Авось и возвратят» Дж. Мамедкулизаде, «Мои олени» А. Ахвердиева, «Святилище» Н. Нариманова, к книге «Старый Баку» Г. К. Сарабского и другим литературным произведениям. Иллюстрации Азимзаде к повести А. Ахвердиева «Письма из ада» воссоздают образы обитателей «ада» — этого символичного сборища отрицательных типов.
В 1927 году А. Азимзаде создал красочные иллюстрации к детским сказкам в стихах «Буйный вол» Г. К. Санылы. В 1937 году был издан альбом «Тени прошлого» с 26 рисунками, расположенными на разворотах страниц. В этих рисунках автор раскрыл перед зрителями сцены из жизни провинциального капиталистического города, во многом сохранившего черты феодальных отношений.
В 1930-х годах основное место в творчестве Азимзаде занимают станковые сюжетно-тематические серии. К лучшим жанровым акварелям А. Азимзаде следует отнести листы из серии «Сцены старого быта»: «Рамазан у богатых», «Рамазан у бедных», «Свадьба у богатых», «Свадьба у бедных», «Травля собак», «Родилась дочь», «Покупка жены», «"Старая" и "новая" жёны», «Избиение жены мужем» и другие. Эмоциональность многих листов А. Азимзаде во многом зависит от удачного цветового решения. Цвет в его акварелях создаёт определённое настроение, облегчает восприятие изображенной сцены.
В бытовых акварелях «Кос-коса» (народное шуточное представление), «Прыгают через костер», «Раздел имущества», «Канатоходец», «Кукольный театр» показаны нравы того времени. В композициях «Свадьба у богатых», «Свадьба у бедных» Азимзаде раскрывает идеи социального неравенства посредством контрастного сопоставления особенностей быта, свадебных обрядов и религиозных празднеств у разных классов общества.
С первых дней Великой Отечественной войны (1941—1945) Азимзаде, как и большинство советских художников, принимает активное участие в создании плакатов, «Агитокон», которые были ведущим средством боевой политической агитации. Красочные, четкие и лаконичные «Агитокна» дополнялись стихотворными текстами на азербайджанском и русском языках. В работе над плакатами вместе с художниками принимали участие писатели и поэты: С. Рахман, Ю. Фидлер, Г. Строганов, М. Сеидзаде, Н. Рафибейли и др. За два года войны Азимзаде создаёт свыше 50 карикатур. Его антифашистские карикатуры представляют собой новый этап творческого развития художника. Учитывая особую важность политической сатиры в годы войны, Азимзаде предельно заостряет приемы шаржа, усиливает звучание цвета. Малочисленность персонажей, изображённых обычно крупным планом, на фоне чистого листа бумаги, отличает эти рисунки от работ предвоенных лет на исторические и бытовые темы с их сложными многофигурными композициями.
Карикатуры «Лев и котёнок», «Лик фашизма», «Трофеи фюрера», «Мания величия», «Битые карты», «Цепные собаки империализма», «Тени варваров», «Волк — волку», «Неминуемые гости фашистской Германии» и другие пользовались неизменной популярностью. В карикатуре «Лев и котёнок» (1941) высмеивается Гитлер, сравнивавший себя с Наполеоном. Крупным планом изображен раненый лев, которому художник придал сходство с Наполеоном. На спине льва надпись: «Бородинская битва», на голове — повязка со словами: «Москва 1812 года». Воинственная храбрость котёнка говорит о том, что его ничему не научило поражение льва. В карикатуре «Битые карты» (1942) по зелёному сукну игрального стола беспорядочно разбросаны карты, на которых с сохранением некоторого портретного сходства изображены Гитлер и его сподвижники.
Своим творчеством А. Азимзаде внес существенный вклад в развитие советской антифашистской карикатуры военного времени. 
В годы войны он продолжал работу и в области книжной графики; так, в 1942 году создал красочные иллюстрации к народной сказке «Хоруз» («Петух»), в которой повествуется о жизнелюбивом петухе, побеждающем шаха. 
До дня Великой Победы Азим Азимов не дожил —  умер в расцвете творческих сил в 1943 году в возрасте 63 лет.
Член ВКП(б) с 1923 года. В 1927 году Азимзаде было присвоено звание народного художника Азербайджанской ССР. Считается, что Азимзаде удалось избежать политических репрессий благодаря знакомству с первым секретарём ЦК КП Азербайджана Мирджафаром Багировым, поклонником творчества художника.
В Баку открыт дом-музей художника. Его именем названа улица в Баку, оно присвоено Азербайджанскому художественному училищу, в котором Азимзаде преподавал с 1920 года до смерти, а с 1932 по 1937 год был директором. В 2002 году в Баку в сквере около Дворца Республики открыт памятник художнику работы скульптора Омара Эльдарова (в 2011 году перенесён в Ичери-шехер).

## Награды
- орден «Знак Почёта» (17.04.1938) — за выдающиеся заслуги в деле развития азербайджанского оперного искусства, азербайджанской музыки, песни и танцев[9]

## Галерея
- Петушиный бой. 1915
- Народное представление «Кос-коса». 1930
- Цвет бордо принадлежит нам. 1931
- Азербайджанская свадьба. 1930
- Свадьба у бедняков. 1931
- «Старая» и «новая» жёны. 1935
- Прыганье через костер. 1937
- Родилась дочь (В доме родилась девочка). 1937
- Травля собак. 1938
- Рамазан у бедняков. 1938
- Рамазан у богачей
- Портрет Физули. 1914
- Казнь Насими